# عزرا بي. فرينش
عزرا بي. فرينش (بالإنجليزية: Ezra B. French)‏ هو محامي وسياسي أمريكي، ولد في 28 يوليو 1810 في الولايات المتحدة، وتوفي في 24 أبريل 1880. حزبياً، نشط في الحزب الجمهوري. وقد انتخب عضو مجلس نواب مين وانتخب عضو مجلس ولاية مين وانتخب عضو مجلس النواب الأمريكي.